# Száraz Miklós György
Száraz Miklós György (Budapest, 1958. május 19.–) babérkoszorús (2021) és József Attila-díjas (2003) magyar író, Száraz György fia.
Írói álnevei: ZsuanZsuan, Bebek Tamás, Marek János, Rozsnyai Mihály, Szalay György, Szana György, Vay Kristóf.

## Életpályája
Édesapja Száraz György (1930–1987) Kossuth-díjas író, drámaíró, esszéista, édesanyja dr. Marek Márta Margit (1933–2004) orvosnő. Az egyetemet az ELTE Bölcsészkarán, történelem és levéltár szakon végezte, néhány félév régészetet is hallgatott, 1984-ben végzett. Dolgozott a Központi Statisztikai Hivatalban, a Hírlapkiadó Vállalat gyári újságjainál Kőbányán, Zuglóban, Albertfalván, majd a Juhász Ferenc szerkesztette Új Írás rovatvezetője lett.  
Több könyvkiadónak is irodalmi vezetője volt, mégis inkább szellemi szabadfoglalkozásúnak mondható: írásból, főként históriai tárgyú albumainak szerzői jogdíjaiból élt. Dolgozott és dolgozik nagy könyvkiadóknak, egy seregnyi napilapnak és folyóiratnak. (Kulturális főszerkesztő-helyettese volt a 2009 decemberétől 2010 szeptemberéig megjelent Nagyítás című hetilapnak.) 
Első regényéről (Az Ezüst Macska, Pannon, 1997) Juhász Ferenc azt írta, „szokatlan, tobzódó, torlódó bolond szép embersorsmese”, „mese-gomolygás”, „boldog élet-himnusz”. A könyv sikerét az is mutatja, hogy kiadásának jogait alig valamivel a megjelenése után megvásárolta Magyarország akkori legnagyobb kiadója, a Magyar Könyvklub (második kiadás: Magyar Könyvklub, 1999; harmadik kiadás: Helikon Könyvkiadó, 2005; olasz kiadás: Edizioni Anfora Milano, 2005; negyedik kiadás: Scolar kiadó, 2016). Következő könyve a Lovak a ködben című nagyregény, melynek megjelenése után, 2003-ban József Attila-díjat kapott. A művet Kabdebó Lóránt a legjobb regények közé, szerzőjét a legjelentősebb magyar írók közé sorolja. Számos album, néhány kisregény és novelláskötet után ismét egy súlyos nagyregény (Apám darabokban, 2016), majd két kisebb, kísérletező kedvű kötete jelent meg (Az álomvadász, 2017; Osztozkodók, 2018).

## Könyvei
- Gulliver zsebórája és Havel iránytűje; Scolar, Budapest, 2024
- Bitang nyarak; Scolar, Budapest, 2023
- Pécs – A mediterrán város; Scolar, Budapest, 2023
- Duna. Mítoszok Dunája a Duna mítosza; Scolar, Budapest, 2022
- Csodás Magyarország. Csavargások régmúlt időkben; Scolar, Budapest, 2021
- Székelyek. Történelemről és hagyományról; Scolar, Budapest, 2018
- Budapest (szöveg: Száraz György, Száraz Miklós György, fotó: Lettner Krisztina; Helikon, 2018)
- Terézvárosi anzix (képeskönyv, Urbis – Terézváros Önkormányzata, 2018)
- Osztozkodók (regény, Scolar, 2018)
- Az álomvadász (regény, Scolar, 2017)
- Apám darabokban (regény, Scolar, 2016)
- Elpatkolsz, szívem, mint a pinty (novellák, Scolar, 2014)
- Andalúziai kutyák (tárcanovellák, Mérték Kiadó, 2012)
- Mesés Magyarország (esszé-album, Mérték Kiadó, 2011)
- A történelmi Magyarország Szent Istvántól Trianonig (Mészáros László fotóalbumának szövegei, Officina ’96, 2007)
- Cigányok – Európa indiánjai (esszé-album, Helikon, 2007)
- Fiesta – Spanyolok és ünnepeik (Kortárs Kiadó, Paletta sorozat, 2007)
- A bujaság története (első kiadás: Móra, 2006; második kiadás: Helikon, 2015)
- A Duna (Mészáros László fotóalbumának szövegei, Officina ’96, 2005; 2006-ban német, 2008-ban angol változat; német kiadás: Christian Verlag, München, 2006)
- Jaj, hol a múltunk? – A Trianon-jelenség (képes antológia és kronológia, első kiadás: Helikon Kiadó, Paletta sorozat, 2005; a második kiadás címe Fájó Trianon: Mérték Kiadó, 2011; harmadik kiadás: Scolar, 2019; negyedik kiadás: Scolar, 2020)
- Írd fel házad kapujára… (képes judaisztika, Helikon, 2004; második kiadás: Mérték Kiadó, 2011; harmadik kiadás: Scolar, 2017)
- Erdély csodái (fotóalbum, Helikon, 2004 – angol, német nyelven is; második kiadás: Helikon, 2015)
- Fényes Magyarország (Korniss Péter fotóalbumának szövegei, Helikon Kiadó, 2004 – angol, német, spanyol, orosz nyelven is)
- Tükörképek – Ludwig Rohbock nyomában (Lugosi Lugo László fotóskönyvének szövegei, Helikon Kiadó, 2003)
- Várak (fotóalbum századfordulós levelezőlapokból, Mérték, 2003)
- ¡Ó, Santo Domingo! (regény-esszé, Magyar Könyvklub, 2003)
- Magyarország csodái (esszé-album, első kiadás: Magyar Könyvklub; 2002, második kiadás: Helikon, 2005)
- Menyasszonyfátyol (kisregény, Szabad Föld Kiskönyvtár, 2001)
- Lovak a ködben (regény, Magyar Könyvklub, 2001; második kiadás: Scolar, 2015; harmadik kiadás: Scolar, 2023)
- Budapest (Korniss Péter fotóalbumának szövegei, Magyar Könyvklub, 1998 – angol, német, spanyol, francia nyelven is)
- Az Ezüst Macska (regény, első kiadás: Dunakanyar 2000, 1997; második kiadás: Magyar Könyvklub, 1999; harmadik kiadás: Helikon, 2005; olasz kiadás: Alla locanda del Gatto d’Argento, Edizioni Anfora, Milánó, 2005; negyedik kiadás: Scolar, 2016)
- Emléklapok a régi Magyarországról (fotóalbum századfordulós levelezőlapokból, első kiadás: Pannon, 1991; második kiadás: Szukits, 2002)

## A rádióban elhangzott művei
- Bitang nyarak (a könyv adaptációja 10 részben, rendezte Horváth Péter) – 2024. május 27-től (Kossuth Rádió)
- Álomvadász (a regény adaptációja 10 részben) – 2023. január 29-től
- Osztozkodók (a kisregény adaptációja 5 részben) – 2020. július 13-17.
- Lovak a ködben (a regény adaptációja 10 részben) – 2019. szeptember 16-tól, 22:30 (Kossuth Rádió)
- Apám darabokban (a regény adaptációja 10 részben) – 2018. május 7-től 21:30 (Kossuth Rádió, Rádiószínház)
- Andalúziai kutyák (15 tárca, 5 részletben) – 2015. július 27-étől (Kossuth rádió, Rádiószínház)
- Atyamanó – 2000. július 13-án és augusztus 16-án hangzott el először (Bartók Rádió)

## Fontosabb szerkesztései
- P. Sebők Anna: Rozsdásszemű (Méry Ratio, 2015)
- Száraz György: Egy előítélet nyomában (előszóval és függelékkel, Kelet Kiadó, 2012)
- Száraz György: Budapest dekameron (Kortárs Kiadó, 2007)
- Fiesta – Spanyolok és ünnepeik (Budapest, Kortárs Kiadó, Paletta sorozat, 2007, társszerkesztő Gajdos Zsuzsanna)
- Csepregi Miklós – Tolvaly Ferenc: Tibetben a lélek – Képekben (fotóalbum, Budapest, Kelet Kiadó, 2006)
- Bartók István: Mennyek Királynője (Budapest, Helikon, Paletta sorozat, 2005)
- Jaj, hol a múltunk? – A Trianon-jelenség (képes antológia és kronológia, első kiadás: Budapest, Helikon Kiadó, Paletta sorozat, 2005, a második kiadás címe Fájó Trianon: Budapest, Mérték Kiadó, 2011)
- Csiffáry Gabriella: Régi magyar fürdővilág – (Budapest, Helikon, Paletta sorozat, 2004)
- A Pannon Enciklopédia-sorozat A magyarság története, Magyarország földje című kötetei (Budapest, Pannon, Dunakanyar 2000 és Kertek 2000 Könyvkiadók, 1994, 1997)
- Christopher Brickell: Dísznövény enciklopédia, Az Angol Királyi Kertészeti Társaság kézikönyve (Budapest, Pannon Könyvkiadó, 1993. – a magyar kiadás főszerkesztője)
- Tüzes sárkányok, repülő barátok és egyéb csudaságok (régi magyar megfigyelések, Budapest, Múzsák Könyvkiadó, 1993. három társszerkesztővel: Csiffáry Gabriella, Csiffáry Tamás, Gajdos Zsuzsa)
- Száraz György: Erdély múltjáról jelenidőben (Budapest, Magvető, 1988)

## Egyéb művei
- Véres októberi történet Szabinának, ami csúnya véget ért – Igazi férfi házhozszállítással (Index tárcanovellák) – Inda Press, 2024
- Még hintázom kicsit az ágon – Az év novellái 2023, Magyar Napló Kiadó, 2024
- Rozsnyó, 1989 – „Merre folyik a patak?” (A Kárpát-medence felfedezése sorozat I. kötete, Felvidék) – MediaCom, 2024
- Bitang nyarak (részlet) – „…időmértéket hord a szél…” Az MMA Irodalmi Tagozatának antológiája 2024 – Magyar Napló, 2024
- Haláli éjszaka – Az év novellái 2022, Magyar Napló Kiadó, 2022
- Katalógus, 2021. szeptember, az Édes Anna / Kosztolányi – Trianon 100 című kiállítás megnyitóbeszéde
- Bennem a többi (KMI 12 antológia) Petőfi Kulturális Ügynökség, 2021 – Darázs, Gyilkostónál, Kutyák Tibetben, Labirintus
- A székely ballada – A székelyek (Rólunk írták), Hargita Kiadóhivatal – Székelyföld Alapítvány, 2021
- Rio Lobo – Az év novellái 2021, Magyar Napló Kiadó, 2021
- Róza vére – Csokonai Vitéz Mihály Irodalmi és Művészeti Társaság évkönyve, Hévíz (Erény tematika, 112-126. oldal), 2021
- Holnapi hó – Az év novellái 2019, Magyar Napló Kiadó, 2019
- Az én Jókaim – Irodalmi Magazin, 2019/I.
- Végső dolgok – NKA 25, Kalligram Kiadó-Orpheusz Kiadó, 2018
- Irodalom dióhéjban – Pillantás Magyarországra, Scolar, 2018
- Tisztességtelen ajánlat – A századelő novellái, Magyar Napló Kiadó, 2017
- Öreg Tímár (részlet a Lovak a ködben című regényből, 246-256. oldal) – Ugyanolyan mások, Mentor Könyvek Kiadó, Marosvásárhely, 2017
- A posztulátor – Dobos Marianne: A mezítelen Lázár feltámasztása (utószó), Szülőföld Könyvkiadó, 2017
- Nyelvelés – Nyelvi esszék, Anyanyelvápolók Szövetsége, 2016
- A flinta és a láda – Üzenet a másvilágra, Hommage à Tömörkény, Areión Egyesület, Szeged, 2016
- Város, folyó, történelem – Európai Utas, 2015
- Rések, avagy négykézláb a Möbius-szalagon – 11 év 110 kiállítás Hap Galéria, Sulyok Gabriella grafikusművész kiállítása (2007. 06. 05. – 07. 06.) HAP Tervezőiroda és Galéria kiadása, 2014 (p. 108-111.)
- Katharina Bianca Alba, a vak jósnő – Az év novellái 2014, Magyar Napló Kiadó, 2014
- Közép-Európa ízei (bevezető) – Magyar Konyha Magazin Kiadó, 2014
- Pillantás Magyarországra (irodalom fejezet) – Scolar Kiadó, 2013
- Tisztességtelen ajánlat – Az év novellái 2013, Magyar Napló Kiadó, 2013
- Végső dolgok – Az év novellái 2012, Magyar Napló Kiadó, 2012
- Esernyők napsütésben – Szeged effekt 2. Areión Könyvek, Szeged, 2012
- Sötétkapu – Miskolc Kapucíner, Spanyolnátha könyvek 7., 2010
- A férfi, aki visszafelé járja a táncot – Kenguruk a körúton, Irodalmi Jelen Könyvek, 2010 (ZsuanZsuan álnéven)
- Rések, avagy négykézláb a Möbius-szalagon – Lélegző látóhatár, Sulyok Gabriella Munkácsy-díjas grafikusművész pályája a sumer agyagtábláktól az égig érő tájig, Vox Artis Alapítvány, 2007, 79-92. o., angol és német nyelven is
- Megközelítések – (tanári kézikönyv, 2005)
- A néma tanúk – Globalitástól a lokalitásig, öko-antológia, Pont Kiadó, 2001

- Pannon Enciklopédia, Magyar ipar- és technikatörténet, Kertek 2000 Könyvkiadó, 1999

1. – „Zoltán vereje” – Az utolsó torockói vasverő hámor (130-131. o.)
2. – Egy kicsiny posztómanufaktúra negyedszázados működése (165. o.)
3. – Ácsremekek: Harangtornyok (170-172. o.)
4. – Ácsremekek: Székelykapuk (173-175. o.)
5. – Ácsremekek: Erdélyi Fahidak (176-179. o.)
6. – A magyar kocsi (184-185. o.)
7. – HMSC – Négy betű legendája (306-307. o.)

- Az élet habos oldala, Magyarországi Sörivók Kulturális Egyesülete, 1998

## Idegen nyelven
- Noite mortal (Haláli éjszaka) – Onze Contos da Hungria (Tizenegy elbeszélés Magyarországról) – Editora Clássica, Curitiba, Brazília, 2023
- Kradljivci sreće (Osztozkodók) – Aʌʍa, Beograd, 2022
- المتقاسمون (Osztozkodók) – Egyptian Academy for Printing & Translation & Publishing, Kairo, 2022
- I Rocked Up and Down ont he Branch a Bit More (Még hintázom egy kicsit az ágon) – Continental Literary Magazine, 2022 Summer
- Shared Lots (részlet az Osztozkodók című kisregényből) – New Hungarian Fiction 12.7 Books
- Współczesny polemista o Lutrze, Egy modern hitvitázó Lutherről (publicisztika) – Wacław Felczak Intézet, Varsó, 2020. október
- Literature in a nutshell (Irodalom dióhéjban), in: Hungary at a Glance (Pillantás Magyarországra) – Scolar, 2018
- El hombre que baila al revés (novella), A férfi, aki visszafelé járja a táncot – Revista Conexos, Florida, Miami, 2017. október, és a Revista ConeXos antológiájában, Primavera, 2018
- Postulator (A posztulátor, utószó Dobos Marianne Wskrzeszenie nagiego Łazarza című könyvében) – Szülőföld Könyvkiadó, 2017
- Dunaj, Duna (három részlet a Duna-esszéből, lengyelül és angolul) – Herito, Krakkó, 26. szám, 2017
- Visible and Invisible Images, Látható és láthatatlan képek – (megnyitó) Cigány Ákos, katalógus, Várfok Galéria, Budapest, 2017. január (elhangzott 2016. december 1-én)
- Mi padre y la papera (Fragmento de novela), Apám és a mumpsz (regényrészlet) – Intramuros 40. szám, Madrid, 2015
- Taste of Cenral Európa (Introduction), Közép-Európa ízei (Bevezető) – Magyar Konyha Magazin Publishing, Budapest, 2014
- Mяучения (novella), Macskajaj – Βectниk Лиmераmурен, Szófia, 2010/10.
- Peregrino, cura y patriota, A zarándok, a pap és a hazafi, Sobre János Zádori y la historia de Hungría (Bevezető a János Zádori: Viaje a España 1868 című kötetben) – Xunta de Galicia, Xacobeo, 2010
- Die Donau (A Duna) – Officina ’96, német változat, 2006, német kiadás: Christian Verlag, München, 2006
- The Danube (A Duna) – Officina ’96, angol változat, 2008
- Tra Oriente e Occidente – La cittá di ieri e di oggi secondo Miklós György Száraz – beszélgetés Laura Campoval, megjelent az utazó-újságírónő Budapest útikönyvében (Budapest, Clup Guide, Redazione Turismo, Milano, 2007., 64-65. p.)
- Rések, avagy négykézláb a Möbius-szalagon – Sulyok Gabriella „Lélegző látóhatár”, Vox Artis Alapítvány, 2007, 79-92. o. (angol és német nyelven)
- Alla locanda del Gatto d’Argento (Az Ezüst Macska) – Edizioni Anfora, Milánó, 2005, 2023
- Transylvania – Fragile wonder (Erdély csodái) – Helikon, angol változat, 2004
- Siebenbürgen (Erdély csodái) – Helikon, német változat, 2004
- Bright and Splendid Hungary (Fényes Magyarország) – Helikon, angol változat, 2005
- Leuchtendes Ungarn (Fényes Magyarország) – Helikon, német változat, 2004
- Hungría – País de luz (Fényes Magyarország) – Helikon, spanyol változat, 2004
- Блестательная Венгрия (Fényes Magyarország) – Helikon, orosz változat, 2005
- Budapest – Magyar Könyvklub, 1998 (külön kötetek angol, német, spanyol, francia nyelven)

## Díjai
- József Attila-díj (2003)
- Fitz József-könyvdíj (2003)
- Miniszterelnöki különdíj, Ünnepi Könyvhét (2012)[1]
- Bertha Bulcsu emlékdíj (2013)[2]
- Arany Medál díj (2015)
- Magyar Művészeti Akadémia Irodalmi Tagozatának könyvnívódíja (Apám darabokban, 2016)[3][4]
- A Magyar Érdemrend lovagkeresztje (2018)
- Székely Bicskarend Díj (2020)[5]
- Magyarország Babérkoszorúja díj (2021)
- Prima díj (2021)[6]
- Kemény Zsigmond-díj[7] (2022)[8]